# Hans Conrad Escher (vom Luchs)

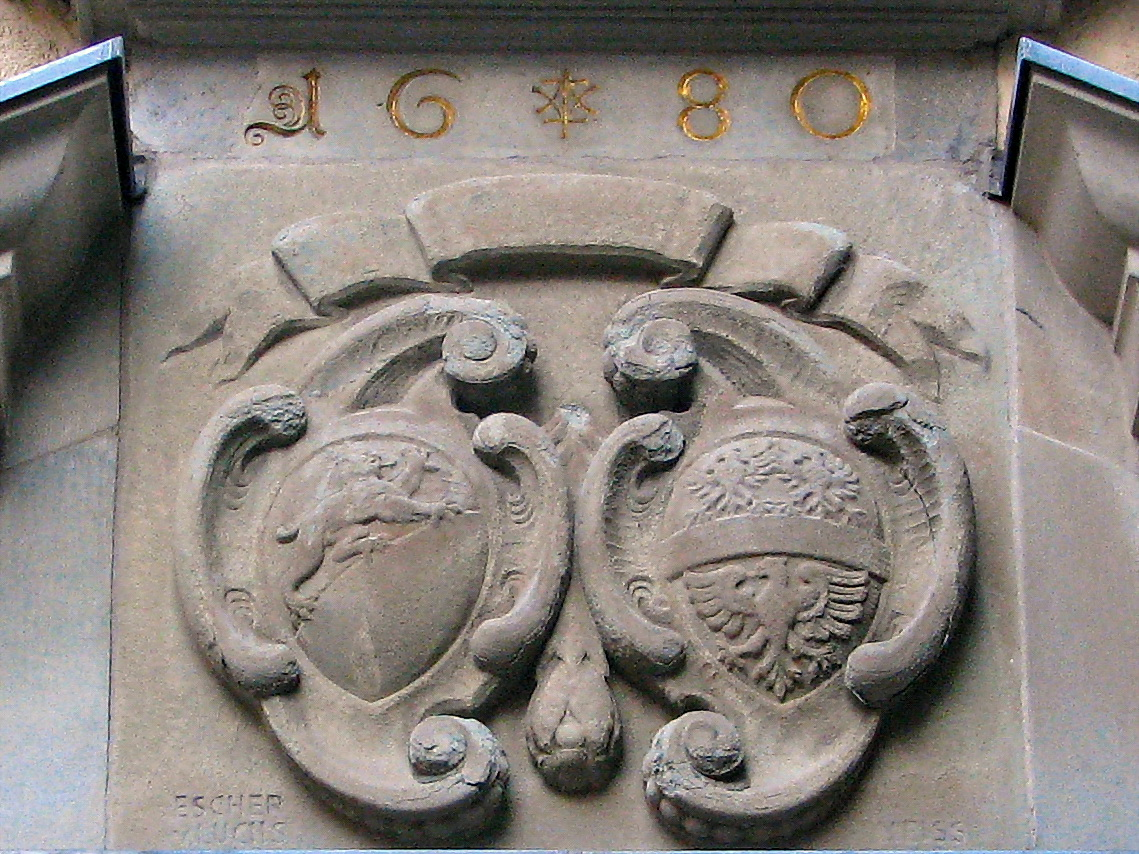
Wappen der Escher vom Luchs und von Meiss am Brunnenturm in Zürich

Hans Conrad Escher vom Luchs (* 8. Oktober 1743 in Zürich; † 12. Dezember 1814 ebenda) war ein konservativer Politiker des Kantons Zürich.

## Biografie
Hans Conrad Escher wurde 1743 als Sohn des Hans Heinrich Escher aus dem Familienzweig der Escher vom Luchs geboren. Er stieg 1765 zum Sekretär der Reformationskammer auf und wurde zwei Jahre später Richter am Stadtgericht von Zürich. Als Vorsteher der Gesellschaft zur Constaffel war er ab 1774 Mitglied des Grossen Rates und Seckelmeister der Stadt Zürich. 1778 trat er das Amt eines Landvogts von Wädenswil an, 1790 wurde er Landvogt der Gemeinen Herrschaft Baden. 1796 kehrte er als Obervogt von Küsnacht wieder nach Zürich zurück. 
Am 26. April 1798 wurde Escher zum ersten Präsidenten der «Munizipalität» Zürich gewählt, nachdem die Stadt und Republik Zürich am 13. März 1798 untergegangen und in der Helvetischen Republik aufgegangen war. Er präsidierte auch den ersten Gemeinderat von Zürich, der am 19. Juni 1803 gewählt wurde, und trug als erster den Titel eines «Stadtpräsidenten» von Zürich.
Während der Mediationszeit war Escher 1804 bis 1814 Mitglied der Regierung des Kantons Zürich und wurde am 25. Juni 1814 zum «Bürgermeister» (Leiter der Kantonsregierung) von Zürich gewählt. Als solcher präsidierte er bis zu seinem Tod die eidgenössische Tagsatzung.